# Mammalian Species
Mammalian Species ist eine zoologische Schriftenreihe, die von der amerikanischen Gesellschaft für Säugetierkunde herausgegeben wird. Sie erscheint seit 1969 mit 15 bis 25 Artporträts verschiedener Säugetiere pro Jahr. Vertrieben wird die Reihe über die American Society of Mammalogists, über Oxford University Press sowie über BioOne. Im April 2021 erschien die 1000. Ausgabe der Reihe zur Tüpfelhyäne (Crocuta crocuta).

## Inhalt
Die Schriftensammlung besteht aus jeweils abgeschlossenen Beschreibungen einzelner Säugetierarten, die von internationalen Experten der American Society of Mammalogists sowie assoziierter Forscher zusammengestellt werden. Sie beinhalten in der Regel drei bis vierzehn Seiten zu jeder Art und informieren über alle Aspekte der Biologie dieser Tiere, u. a. über die Morphologie, Ökologie, Verbreitung, Verhaltensbiologie, Physiologie, Taxonomie und Fossilgeschichte der Arten.

## Belege
1. ↑  Mammalian Species bei Oxford University Press
2. ↑  Mammalian Species bei BioOne
3. ↑  Virginia Hayssen, Paula Noonan: Crocuta crocuta (Carnivora: Hyaenidae). Mammalian Species 53, Ausgabe 1000, 17. April 2021, S. 1–22, doi:10.1093/mspecies/seab002